# South Chailey
South Chailey är en by i East Sussex i England. Byn är belägen 7,5 km 
från Lewes. Orten har 1 042 invånare (2015).